# Katalin Marosi
Katalin Marosi (Gheorgheni, 12 novembre 1979) è un'ex tennista ungherese.
In passato era conosciuta anche come Katalin Marosi-Aracama.

## Carriera
In carriera ha raggiunto tre finali di doppio all'Estoril Open nel 2009, agli Internazionali Femminili di Palermo nel 2012 e al Portugal Open nel 2013. Nei tornei del Grande Slam ha ottenuto il suo miglior risultato raggiungendo il terzo turno nel doppio agli Australian Open nel 2000, e nel doppio misto a Wimbledon nel 2013.
In Fed Cup ha disputato un totale di 28 partite, collezionando 15 vittorie e 13 sconfitte.
Ha preso parte alle Olimpiadi estive del 2000 come singolarista, dove è stata eliminata al primo turno da Monica Seles.
Si è ritirata piuttosto tardi, nel 2013.

## Statistiche

### Doppio

#### Finali perse (3)
| Numero | Anno           | Torneo                                       | Superficie  | Compagna       | Avversarie in finale                       | Punteggio        |
| 1.     | 10 maggio 2009 | Estoril Open, Estoril                        | Terra rossa | Sharon Fichman | Raquel Kops-Jones Abigail Spears           | 6-2, 3-6, [5-10] |
| 2.     | 15 luglio 2012 | Internazionali Femminili di Palermo, Palermo | Terra rossa | Darija Jurak   | Renata Voráčová Barbora Záhlavová-Strýcová | 6-7, 4-6         |
| 3.     | 5 maggio 2013  | Portugal Open, Oeiras                        | Terra rossa | Darija Jurak   | Chan Hao-ching Kristina Mladenovic         | 6-7, 2-6         |

### Risultati in progressione
| Sigla | Risultato               |
| ----- | ----------------------- |
| V     | Vincitore               |
| F     | Finalista               |
| SF    | Semifinalista           |
| O     | Oro olimpico            |
| A     | Argento olimpico        |
| SF    | Bronzo olimpico         |
| QF    | Quarti di Finale        |
| 4T    | Quarto turno            |
| 3T    | Terzo turno             |
| 2T    | Secondo turno           |
| 1T    | Primo turno             |
| RR    | Round Robin             |
| LQ    | Turno di qualificazione |
| A     | Assente                 |
| ND    | Non disputato           |

| Legenda superfici    |
| -------------------- |
| Cemento              |
| Terra battuta        |
| Erba                 |
| Superficie variabile |

#### Singolare nei tornei del Grande Slam
| Torneo          | 1998 | 1999 | 2000 | 2001 | 2002 | 2003 | 2004 | 2005 | 2006 | 2007 | 2008 | 2009 | 2010 | 2011 | 2012 | 2013 |
| --------------- | ---- | ---- | ---- | ---- | ---- | ---- | ---- | ---- | ---- | ---- | ---- | ---- | ---- | ---- | ---- | ---- |
| Australian Open | A    | A    | A    | 1T   | A    | A    | A    | A    | A    | A    | A    | A    | A    | A    | A    | A    |
| Open di Francia | A    | A    | 1T   | A    | A    | A    | A    | A    | A    | A    | A    | A    | A    | A    | A    | A    |
| Wimbledon       | A    | A    | 2T   | A    | A    | A    | A    | A    | A    | A    | A    | A    | A    | A    | A    | A    |
| US Open         | A    | A    | 1T   | A    | A    | A    | A    | A    | A    | A    | A    | A    | A    | A    | A    | A    |

#### Doppio nei tornei del Grande Slam
| Torneo          | 1998 | 1999 | 2000 | 2001 | 2002 | 2003 | 2004 | 2005 | 2006 | 2007 | 2008 | 2009 | 2010 | 2011 | 2012 | 2013 |
| --------------- | ---- | ---- | ---- | ---- | ---- | ---- | ---- | ---- | ---- | ---- | ---- | ---- | ---- | ---- | ---- | ---- |
| Australian Open | 1T   | A    | 3T   | 2T   | 1T   | 2T   | 1T   | A    | A    | A    | A    | A    | A    | A    | A    | 2T   |
| Open di Francia | 1T   | 1T   | 1T   | 1T   | A    | 1T   | A    | A    | A    | A    | A    | A    | A    | A    | 1T   | 2T   |
| Wimbledon       | A    | 1T   | 1T   | 1T   | A    | 1T   | A    | A    | A    | A    | A    | 1T   | 1T   | 1T   | 2T   | 1T   |
| US Open         | A    | 1T   | 1T   | 1T   | A    | 1T   | A    | A    | A    | A    | A    | A    | A    | A    | 2T   | 2T   |

#### Doppio misto nei tornei del Grande Slam
| Torneo          | 1998 | 1999 | 2000 | 2001 | 2002 | 2003 | 2004 | 2005 | 2006 | 2007 | 2008 | 2009 | 2010 | 2011 | 2012 | 2013 |
| --------------- | ---- | ---- | ---- | ---- | ---- | ---- | ---- | ---- | ---- | ---- | ---- | ---- | ---- | ---- | ---- | ---- |
| Australian Open | A    | A    | A    | A    | A    | A    | A    | A    | A    | A    | A    | A    | A    | A    | A    | A    |
| Open di Francia | A    | A    | A    | A    | A    | A    | A    | A    | A    | A    | A    | A    | A    | A    | A    | A    |
| Wimbledon       | A    | A    | 1T   | A    | A    | A    | A    | A    | A    | A    | A    | A    | A    | A    | A    | 3T   |
| US Open         | A    | A    | A    | A    | A    | A    | A    | A    | A    | A    | A    | A    | A    | A    | A    | A    |